# Zawieszenie działalności gospodarczej
Zawieszenie działalności gospodarczej – status określenia czynności wstrzymania prowadzenia działalności gospodarczej na określony czas.
Działalność gospodarcza określona statusem „zawieszonej” nie jest określana mianem działalności „zamkniętej/zlikwidowanej”. Firma zostaje „zawieszona” na określony czas, ale jej prowadzenie jest możliwe do wznowienia (lub likwidacji) w każdym momencie (nawet przed ustalonym terminem okresu zawieszenia).

## Okres zawieszenia
Przepisy prawa określają okres zawieszenia działalności przez podmiot wpisany do rejestru przedsiębiorców Krajowego Rejestru Sądowego na:
- minimum 30 dni,
- maksimum 24 miesiące.

Przedsiębiorca w składanym wniosku CEIDG-1 o zawieszenie działalności ustala (wybiera), na jaki okres zawiesza swoją działalność – na czas nieokreślony albo określony, ale nie mniej niż 30 dni.

## Skutki niewznowienia działalności w wyznaczonym terminie
Przedsiębiorca posiada obowiązek wznowienia swojej działalności po upływie określonego we wniosku czasu. Jeżeli przedsiębiorca nie wznowi swojej działalności, ponosi skutki związane z wyrejestrowaniem z CEIDG oraz KRS. Wykreślenie następuje automatycznie po upłynięciu danego okresu – system automatycznie wykreśla przedsiębiorcę z CEIDG.

## Zalety zawieszenia działalności
Zawieszenie działalności gospodarczej wiąże się z wieloma korzyściami, takimi jak, np. zwolnienie z niektórych zobowiązań publicznoprawnych (brak obowiązku płacenia składek ZUS, brak obowiązku zapłaty zaliczek na podatek dochodowy) oraz możliwość podjęcia zlecenia, brak utraty statusu aktywnego przedsiębiorcy i brak obowiązku składania deklaracji w zakresie podatku od towarów i usług.
Jedyny minus zawieszenia działalności to zakaz prowadzenia działalności – brak możliwości osiągania z tego tytułu bieżących przychodów.

## Prawa przedsiębiorcy przy zawieszeniu działalności
Przedsiębiorca ma prawo do:
- wykonywania wszelkich czynności niezbędnych do zachowania lub zabezpieczenia źródła przychodów,
- przyjmowania zaległych należności lub obowiązek regulowania zobowiązań – powstałych przed datą zawieszenia wykonywania działalności gospodarczej,
- do zbywania własnych środków trwałych i wyposażenia,
- wykonywania wszelkich obowiązków nakazanych przepisami prawa,
- osiągania przychodów finansowych, także z działalności prowadzonej przed zawieszeniem wykonywania działalności gospodarczej,
- do uczestniczenia w postępowaniach sądowych, postępowaniach podatkowych i administracyjnych związanych z działalnością gospodarczą wykonywaną przed zawieszeniem wykonywania działalności gospodarczej[2].

i dodatkowo:
- nie musi zamykać ksiąg handlowych lub podatkowych ani też likwidować innych atrybutów utożsamianych z działalnością (np. prowadzenie konta firmowego),
- może zostać poddany kontroli na zasadach przewidzianych dla przedsiębiorców wykonujących działalność gospodarczą[2].

## Obowiązki przedsiębiorcy przy zawieszeniu działalności
Zawieszenie działalność a obowiązki w PIT oraz CIT:
- obowiązek zapłaty zaliczek albo rocznego podatku dochodowego, który wystąpił w trakcie zawieszenia działalności, a dotyczył okresu sprzed zawieszenia lub sprzedaży środka trwałego w trakcie okresu zawieszenia,
- ponoszenie kosztów stałych, które często występują również w trakcie zawieszenia działalności,
- prowadzenie niezbędnych czynności służących zabezpieczeniu przychodów z działalności gospodarczej,
- składanie rocznych zeznań podatkowych,
- uregulowanie wszelkich zobowiązań powstałych przed okresem zawieszenia oraz w jego trakcie,
- branie czynnego udziału w ewentualnych postępowaniach podatkowych, administracyjnych, sądowych związanych z działalnością gospodarczą wykonywaną przed datą zawiedzenia,
- wykonywanie innych obowiązków wynikających z przepisów prawa.

Zawieszenie działalność a obowiązki w VAT:
- jeżeli czynny podatnik VAT nie dokonał zawieszenia działalność od 1-ego dnia miesiąca, to za ten okres będzie zobowiązany do złożenia części ewidencyjnej i deklaracji JPK_V7,
- w trakcie zwieszenia działalności podatnik obowiązkowo musi składać ewidencję i deklarację JPK_V7, jeżeli dokona chociaż jednej z wymienionych transakcji: WNT, importu towarów, importu usług, dokona krajowej                     lub zagranicznej sprzedaży opodatkowanej VAT, korekta w podatku VAT (np. ulga na złe długi po stronie dłużnika),
- prowadzenie niezbędnych czynności służących zabezpieczeniu przychodów z działalności gospodarczej,
- branie czynnego udziału w ewentualnych postępowaniach podatkowych, administracyjnych, sądowych związanych z działalnością gospodarczą wykonywaną przed datą zawiedzenia,
- wykonywanie innych obowiązków wynikających z przepisów prawa.

Zawieszenie działalności a obowiązki w ZUS:
- przed samym zawieszeniem, jeżeli firma zatrudniała jakiś pracowników na umowę o pracę, to musi im wypowiedzieć umowy, z wyjątkiem osób przebywającym na urlopie macierzyńskim, rodzicielskim lub wychowawczym,
- obowiązek wyrejestrowania z ZUS pracowników przed dniem zawieszenia działalności nie dotyczy osób, które zatrudnione są na podstawie umowy cywilnoprawnej,
- przedsiębiorca nie musi opłacać składek społecznych i zdrowotnych w okresie zawieszenia, bo w tym czasie nie podlega pod ubezpieczenie w ZUS,
- wykonywanie innych obowiązków wynikających z przepisów prawa.[6]

## Wznowienie zawieszonej działalności gospodarczej
Wznowienie zawieszonej działalności wymaga złożenia stosownego wniosku do organu rejestrowanego – osobiście lub drogą elektroniczną (strona CEIDG). W ciągu 7 dni przedsiębiorca musi udać się do Urzędu Gminy, aby potwierdzić tożsamość – przedsiębiorca zostanie odnaleziony w rejestrze CEIDG po kodzie złożonego wniosku. Przedsiębiorca otrzyma wydrukowany wniosek od urzędnika do podpisania.
W przepisach prawach nie ma zakazu stosowania kolejnych zawieszeń względem już wcześniej zawieszanej działalności gospodarczej. Zawieszona już raz działalność gospodarcza może być zawieszona kolejny raz w przyszłości.